# Juramento da Constituição
No Uruguai, a expressão Juramento da Constituição se refere ao ato ocorrido em 18 de julho de 1830, quando foi jurada a primeira constituição nacional, que estabelecia a unidade do Estado (composto por nove departamentos), a república e a liberdade religiosa, embora a religião católica fosse declarada oficial. A cidadania estava restrita aos proprietários e alfabetizados; excluíam-se os assalariados e os analfabetos
O ato ocorreu no edifício do Cabildo, em frente à praça Matriz de Montevidéu, também chamada Plaza de la Constitución, de onde o povo se reuniu a festejar esse importante feito.
O estabelecimento da constituição nacional foi condição imposta pela Convenção Preliminar de Paz para a independência do Estado. Era uma soberania restrita a cinco anos; se observou também que a dita constituição não fixava os limites do Estado, em especial com o Brasil, que conseguiu se apropriar de uns 70 mil quilômetros quadrados anteriormente pertencentes às missões orientais, nos tratados de 1851, prejudiciais aos uruguaios, mas aos quais o recente Estado não podia resistir, já que enfrentava uma guerra civil desde 1838 (conhecida como Guerra Grande).
Foi o texto constitucional de maior permanência, tendo sido modificada em 1918. Tratou-se de um instrumento jurídico avançado em um país que não se encontrava preparado para ele.
A data é homenageada em feriado nacional e na Avenida 18 de Julio, em Montevidéu.